# Decaimento (som)
Em música e acústica, decaimento determina o tempo que um som ou uma nota demora a passar da máxima intensidade, obtida após o ataque para uma intensidade mais baixa que será mantida durante o tempo de duração da nota (fase de sustentação. O tempo de duração da fase de decaimento depende de vários fatores, como o tipo de instrumento musical que é utilizado para gerar o som e técnicas de execução.
Alguns sons ´possuem um ataque explosivo e atingem uma amplitude maior do que a desejada durante a execução da nota. Muitas vezes em instrumentos de sopro, o próprio instrumentista provoca um pequeno decaimento na intensidade do som, como efeito de execução. Outros instrumentos que possuem decaimento acentuado e perceptível são as cordas pinçadas (violão, cravo, harpa) e cordas percutidas (como o piano).
Em alguns casos o decaimento não é perceptível ou não é significativo na percepção do timbre do instrumento. Em sintetizadores e outros instrumentos eletrônicos, este parâmetro faz parte do gerador de envelope e é conhecido como Decay.
Decay também pode ser um tempo ajustável em geradores de efeitos, como pedais de reverberação ou câmaras de eco. O Decay é o tempo de diminuição do som ao final da nota fade-out em sons reverberantes (final longo).